# Ramularia bryoniae
Ramularia bryoniae är en svampart som beskrevs av Fautrey & Roum. 1891. Ramularia bryoniae ingår i släktet Ramularia och familjen Mycosphaerellaceae.   Inga underarter finns listade i Catalogue of Life.